# マイクロジェネレーション
マイクロコジェネレーション（英語: Micro Cogeneration）またはマイクロジェネレーションは最終エネルギー消費によるコジェネレーションである。これらの最終エネルギー消費は、孤立した環境または分散した環境、一戸建てまたは集合住宅、あるいは特定のエネルギーを必要とする人間による組み込みである。

## 利用
発電を目的とした熱機械が発生する熱を利用するため、スイミングプール、サウナ、ホテルの温水、暖房といった、快適性の必要な場所の熱源として適している。熱力学的プロセスの一部として火力発電機で放散される残留熱の使用が開始点である。別の熱源に頼ることなく水を加熱することで、天然ガス、石油、バイオマスといった一次エネルギー源を明確な形で節約することができる。
マイクロコジェネレーションを用いると、外部電源からの独立性も実現され、必要となるのは電化製品の照明と電力の需要が必要な場合にのみ生成される、発電に必要な燃料のみとなる。マイクロコージェネレーション施設は長い間市場に出回っているが、それらの実装は、特に領域内の住民の居住類型と技術的および社会的発展に応じて異なる。
高度な技術開発・持続可能な開発と省エネに関して非常に敏感な人口を抱えるドイツなどの国では、この類型の施設が他にもある。 